# 5者択2符号
5者択2符号（ごしゃたくにふごう、two out of five code）は、5ビットで0から9の十通りを表す符号である。{\displaystyle _{5}{\rm {C}}_{2}=10} により、3個の0と2個の1（あるいは、2個の0と3個の1）の並べ方の場合の数は10である、ということを利用している。
アメリカ連邦規格1037Cでは、0-1-2-3-6の重みを付け、0は01100としてコード化された。
IBM 7070、IBM 7072、IBM 7074では、0-1-2-3-4のビット位置に対応し、連邦規格と同様の重み付けがされ、十進数の他に3者択2符号においてA、+、-を0-3-4のビット位置に対応させた。
アメリカ合衆国郵便公社で使用されているPOSTNETでは、7-4-2-1-0の重みを付け、0は11000としてコード化された。この方法は、北米電話のクロスバースイッチシステムでも使用されていた。
誤り検出方法として、「1」の個数が常に2個か否かを検査することによって誤りを検出する方法がある。
|   | 電気通信 01236 | POSTNET 74210 | IBM 7070、7072、7074 01234 |
| - | -------------- | ------------- | -------------------------- |
| 0 | 01100          | 11000         | 01100                      |
| 1 | 11000          | 00011         | 11000                      |
| 2 | 10100          | 00101         | 10100                      |
| 3 | 10010          | 00110         | 10010                      |
| 4 | 01010          | 01001         | 01010                      |
| 5 | 00110          | 01010         | 00110                      |
| 6 | 10001          | 01100         | 10001                      |
| 7 | 01001          | 10001         | 01001                      |
| 8 | 00101          | 10010         | 00101                      |
| 9 | 00011          | 10100         | 00011                      |
| A |                |               | 1––10                      |
| - | 1––01          |               |                            |
| + | 0––11          |               |                            |